# DEL2 2023/24
Die Saison 2023/24 war die elfte Spielzeit der zweithöchsten deutschen Eishockeyliga unter dem Namen DEL2. Sie begann am 15. September 2023 und endete am 23. April 2024. Titelverteidiger waren die Ravensburg Towerstars, die diesmal schon im Viertelfinale der Playoffs ausschieden. Meister wurden die Eisbären Regensburg, die Bietigheim Steelers mussten in die Oberliga absteigen.

## Teilnehmer
Die Liga spielt mit 14 Mannschaften.
Aus der DEL stiegen die Bietigheim Steelers nach zwei Jahren ab. Der Meister der DEL2, die Ravensburg Towerstars, hatte keinen Lizenzantrag für die DEL gestellt und verblieb damit in der DEL2.
Als Meister der Oberliga qualifizierten sich die Starbulls Rosenheim für die DEL2. Die Heilbronner Falken stiegen in die Oberliga Süd ab. Den sportlich qualifizierten Bayreuth Tigers wurde die Lizenz verwehrt, da die geforderte wirtschaftliche Leistungsfähigkeit nicht erfüllt wurde. Der Club hatte die Entscheidung vor dem Schiedsgericht angefochten, die Klage dann aber zurückgezogen.
| Verein                  | Ort                  | Stadionname                 | Stadion- kapazität |
| ----------------------- | -------------------- | --------------------------- | ------------------ |
| EC Bad Nauheim          | Bad Nauheim          | Colonel-Knight-Stadion      | 4.500              |
| Bietigheim Steelers     | Bietigheim-Bissingen | EgeTrans Arena              | 4.517              |
| Eispiraten Crimmitschau | Crimmitschau         | Kunsteisstadion im Sahnpark | 5.222              |
| Dresdner Eislöwen       | Dresden              | Joynext Arena               | 4.412              |
| EHC Freiburg            | Freiburg im Breisgau | Echte Helden Arena          | 3.500              |
| EC Kassel Huskies       | Kassel               | Nordhessen Arena            | 6.100              |
| ESV Kaufbeuren          | Kaufbeuren           | Energie Schwaben Arena      | 3.100              |
| Krefeld Pinguine        | Krefeld              | Yayla-Arena                 | 8.029              |
| EV Landshut             | Landshut             | Fanatec Arena               | 4.448              |
| Ravensburg Towerstars   | Ravensburg           | CHG-Arena                   | 3.418              |
| Eisbären Regensburg     | Regensburg           | Donau-Arena                 | 4.712              |
| Starbulls Rosenheim     | Rosenheim            | ROFA-Stadion                | 5.022              |
| Selber Wölfe            | Selb                 | Netzsch-Arena               | 3.600              |
| Lausitzer Füchse        | Weißwasser           | Eisarena Weißwasser         | 3.050              |

## Modus
Die 14 Mannschaften spielten eine Hauptrunde mit doppelter Hin- und Rückrunde. Damit kam jede Mannschaft auf 52 Spiele. Die Hauptrunde endete am 3. März 2024.
Die ersten zehn Mannschaften der Hauptrunde qualifizierten sich für die Play-offs. Dabei qualifizierten sich die ersten sechs direkt für das Viertelfinale, die nächsten vier Mannschaften spielten in Pre-Play-offs im Modus Best-of-Three die restlichen beiden Viertelfinalisten aus. Die Play-offs werden im Modus Best-of-Seven ausgespielt. Der Meister steigt in die DEL auf, wenn er sich erfolgreich für eine Lizenz der DEL bewirbt. Die dafür notwendigen Unterlagen haben die Bietigheim Steelers, die Dresdner Eislöwen, die Kassel Huskies und die Krefeld Pinguine eingereicht.
Die Mannschaften auf den Plätzen 11 bis 14 spielten in Play-downs einen Absteiger aus. Dabei fand erstmals die Platzierung nach der Hauptrunde mehr Gewicht, indem in der ersten Play-down-Runde dem elftplatzierten Team bereits zwei Siege und dem zwölftplatzierten Team drei Siege zum Gewinn der Serie reichten. Die Mannschaften auf den Rängen 13 und 14 benötigten hierfür jeweils vier Siege. In der zweiten Runde reichten dem besserplatzierten Team drei Siege, das schlechterplatzierte Team hingegen hätte vier Siege für den Klassenerhalt benötigt.

## Hauptrunde

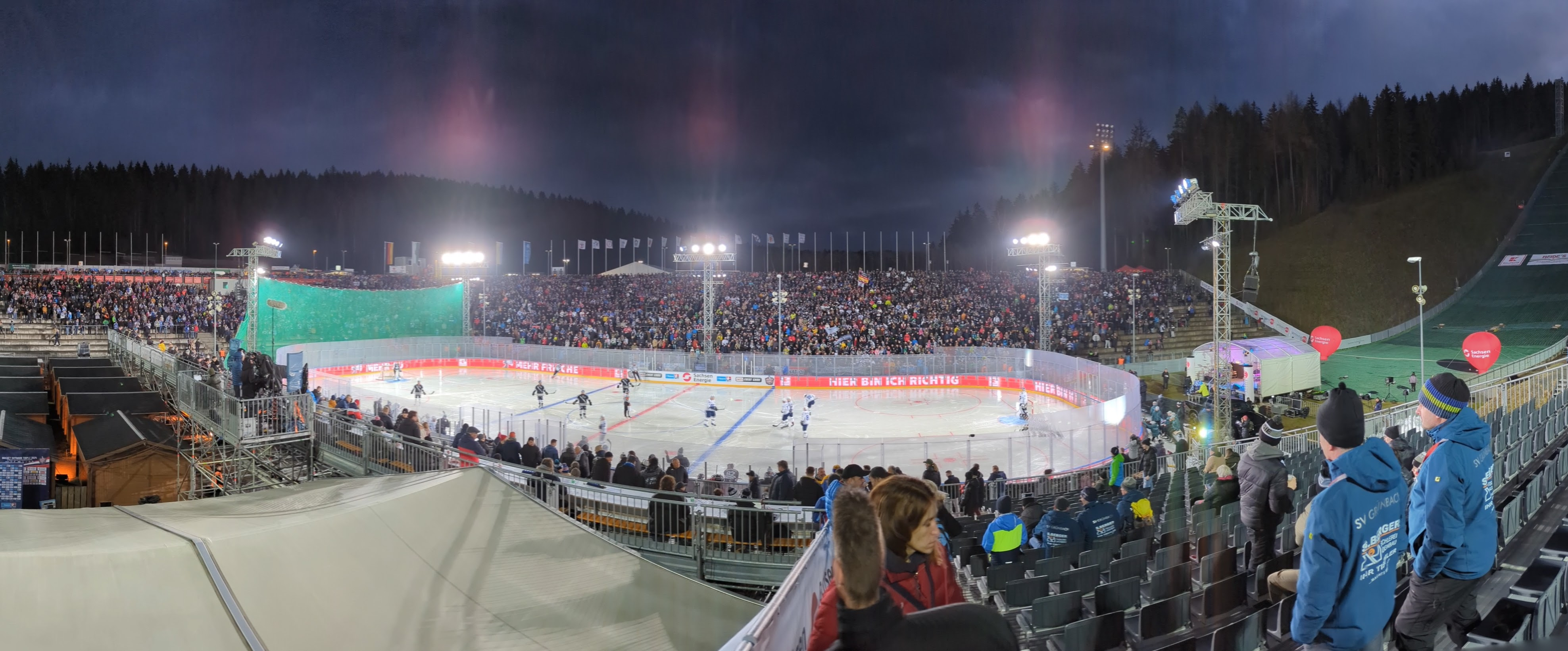
Hockey Outdoor Triple in Klingenthal

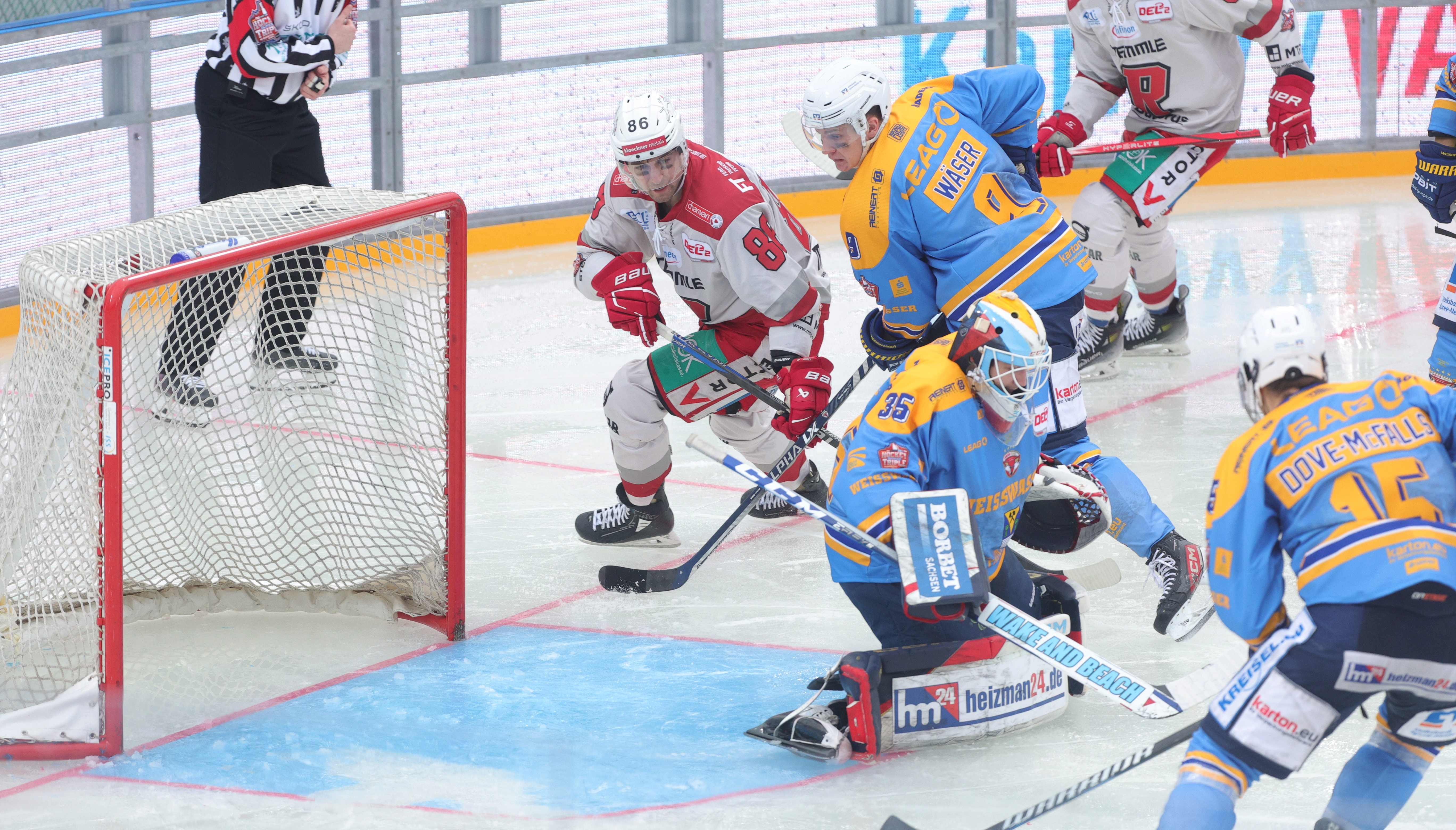
Spielszene Lausitzer Füchse gegen Eisbären Regensburg beim Hockey Outdoor Triple

Die Hauptrunde begann am 15. September 2023 und wurde mit den Begegnungen des 52. Spieltags am 3. März 2024 abgeschlossen.
Zwei Spiele der Hauptrunde wurden Mitte Februar 2024 als Freiluft-Spiel im Rahmen des Hockey Outdoor Triples im Auslauf der Skisprungschanze der Vogtland Arena Klingenthal ausgetragen.

### Tabelle
Für einen Sieg nach der regulären Spielzeit wurden einer Mannschaft drei Punkte gutgeschrieben, war die Partie nach 60 Minuten unentschieden, erhielten beide Teams einen Punkt, dem Sieger der fünfminütigen Verlängerung (nur mit drei gegen drei Feldspielern) beziehungsweise nach einem nötigen Penaltyschießen wurde ein weiterer Punkt gutgeschrieben. Verlor eine Mannschaft in der regulären Spielzeit, erhielt sie keine Punkte.
| Pl. | Mannschaft              | Sp | S  | OTS | SOS | OTN | SON | N  | Tore    | Diff | Pkt |
| --- | ----------------------- | -- | -- | --- | --- | --- | --- | -- | ------- | ---- | --- |
| 1.  | EC Kassel Huskies       | 52 | 29 | 2   | 3   | 2   | 1   | 15 | 177:129 | +48  | 100 |
| 2.  | Eisbären Regensburg     | 52 | 27 | 3   | 2   | 2   | 0   | 18 | 171:146 | +25  | 93  |
| 3.  | Eispiraten Crimmitschau | 52 | 23 | 4   | 1   | 7   | 1   | 16 | 158:145 | +13  | 87  |
| 4.  | EV Landshut             | 52 | 21 | 3   | 5   | 2   | 4   | 17 | 149:131 | +18  | 85  |
| 5.  | ESV Kaufbeuren          | 52 | 20 | 3   | 2   | 4   | 6   | 17 | 165:153 | +12  | 80  |
| 6.  | Krefeld Pinguine        | 52 | 22 | 2   | 2   | 4   | 2   | 20 | 140:140 | 0    | 80  |
| 7.  | Ravensburg Towerstars   | 52 | 21 | 3   | 1   | 3   | 4   | 20 | 148:143 | +5   | 78  |
| 8.  | Lausitzer Füchse        | 52 | 19 | 3   | 3   | 4   | 4   | 19 | 126:123 | +3   | 77  |
| 9.  | EC Bad Nauheim          | 52 | 18 | 6   | 3   | 3   | 0   | 22 | 172:176 | −4   | 75  |
| 10. | EHC Freiburg            | 52 | 18 | 6   | 1   | 2   | 4   | 21 | 160:168 | −8   | 74  |
| 11. | Starbulls Rosenheim (N) | 52 | 17 | 5   | 3   | 5   | 1   | 20 | 153:174 | −21  | 73  |
| 12. | Selber Wölfe            | 52 | 18 | 1   | 4   | 3   | 4   | 22 | 145:166 | −21  | 71  |
| 13. | Dresdner Eislöwen       | 52 | 18 | 2   | 3   | 1   | 3   | 25 | 144:158 | −14  | 68  |
| 14. | Bietigheim Steelers (A) | 52 | 12 | 4   | 1   | 5   | 0   | 30 | 145:201 | −56  | 51  |

Legende zur Saisonstatistik: GP oder Sp = Spiele insgesamt; W oder S = Siege; L oder N = Niederlagen; T oder U = Unentschieden; OTS = Siege nach Verlängerung (Overtime);  OTN oder OL = Overtime-Niederlagen; SOS = Shootout-Siege; SOL oder SON = Shootout-Niederlagen; P oder Pkt = Punkte; Pct % = Siege in %; GF oder T = Tore; GA oder GT = Gegentore;

Stand: 4. März 2024, nach dem 52. Spieltag

Erläuterungen: direkte Play-off-Qualifikation, Pre-Play-off-Teilnehmer,  Play-down-Teilnehmer, N = Aufsteiger aus der Oberliga, A = Absteiger aus der DEL, Teams in Fett haben eine Bürgschaft für den Aufstieg in die DEL zur Saison 2024/25 hinterlegt.

### Topscorer

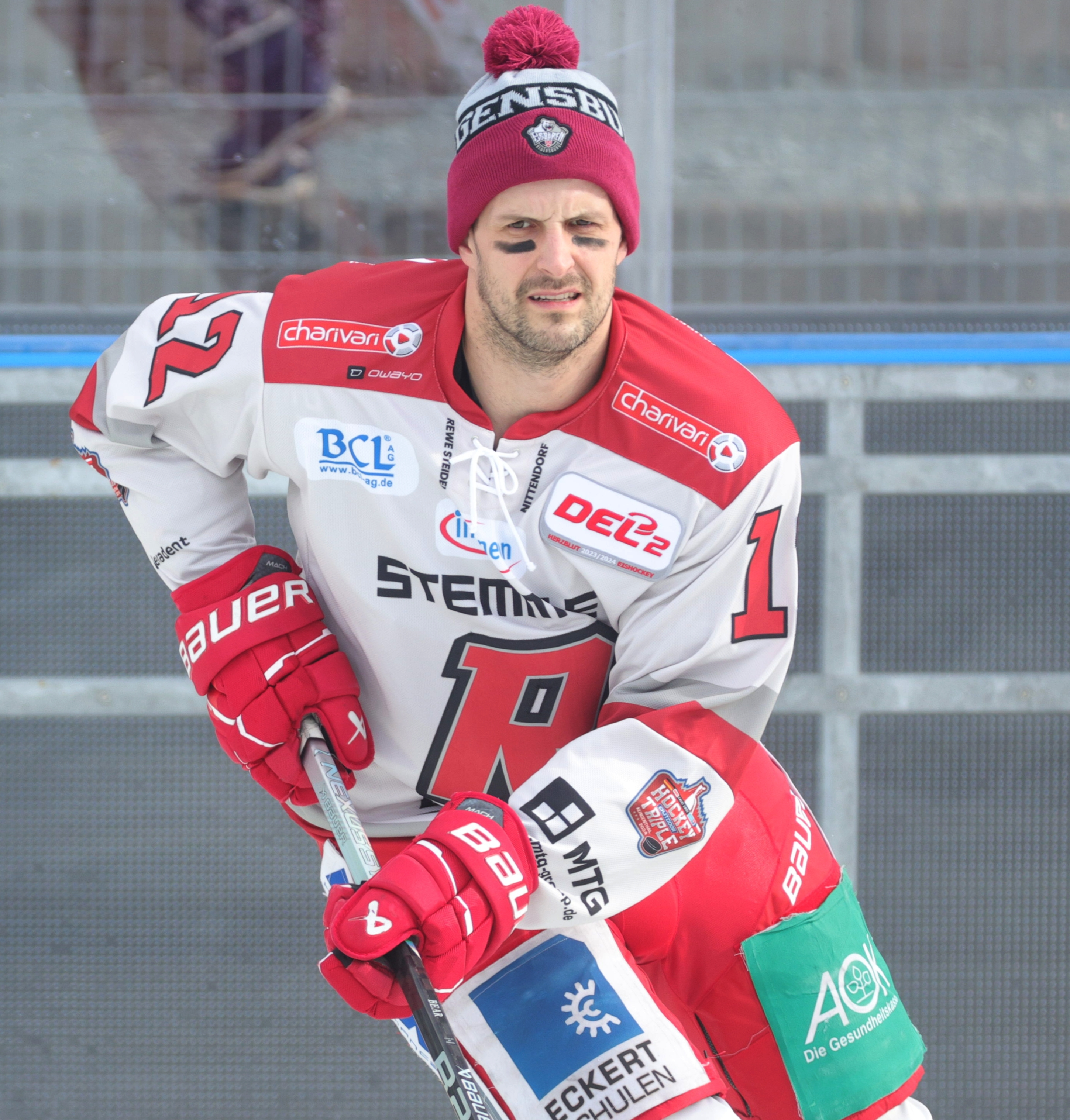
Topscorer Andrew Yogan (2024)

Quelle: DEL2; Abkürzungen: Sp = Spiele, T = Tore, V = Assists, Pkt = Punkte, +/− = Plus/Minus, SM = Strafminuten, PPT = Powerplaytore; UZT = Unterzahltore; Fett: Turnierbestwert
| Spieler          | Mannschaft              | Sp | T  | V  | Pkt | Pkt/Sp | +/− | PPT | UZT | SM |
| ---------------- | ----------------------- | -- | -- | -- | --- | ------ | --- | --- | --- | -- |
| Andrew Yogan     | Eisbären Regensburg     | 48 | 35 | 45 | 80  | 1,67   | +31 | 4   | 3   | 45 |
| Abbott Girduckis | Eisbären Regensburg     | 52 | 22 | 49 | 71  | 1,37   | +29 | 6   | 0   | 12 |
| Corey Trivino    | Eisbären Regensburg     | 51 | 35 | 35 | 70  | 1,37   | +31 | 9   | 0   | 12 |
| Tim Coffman      | EC Bad Nauheim          | 52 | 25 | 33 | 58  | 1,12   | +5  | 6   | 0   | 22 |
| Parker Bowles    | EHC Freiburg            | 50 | 31 | 25 | 56  | 1,12   | +7  | 9   | 1   | 20 |
| Tobias Lindberg  | Eispiraten Crimmitschau | 51 | 23 | 31 | 54  | 1,06   | +10 | 8   | 2   | 54 |
| C. J. Stretch    | Starbulls Rosenheim     | 50 | 14 | 37 | 51  | 1,02   | +8  | 2   | 1   | 79 |
| Charlie Sarault  | Ravensburg Towerstars   | 52 | 13 | 38 | 51  | 0,98   | +7  | 2   | 1   | 6  |
| Tomáš Andres     | Dresdner Eislöwen       | 51 | 15 | 34 | 49  | 0,96   | +3  | 2   | 0   | 31 |
| Jack Doremus     | Bietigheim Steelers     | 48 | 25 | 23 | 48  | 1,00   | −25 | 4   | 1   | 34 |

### Beste Torhüter

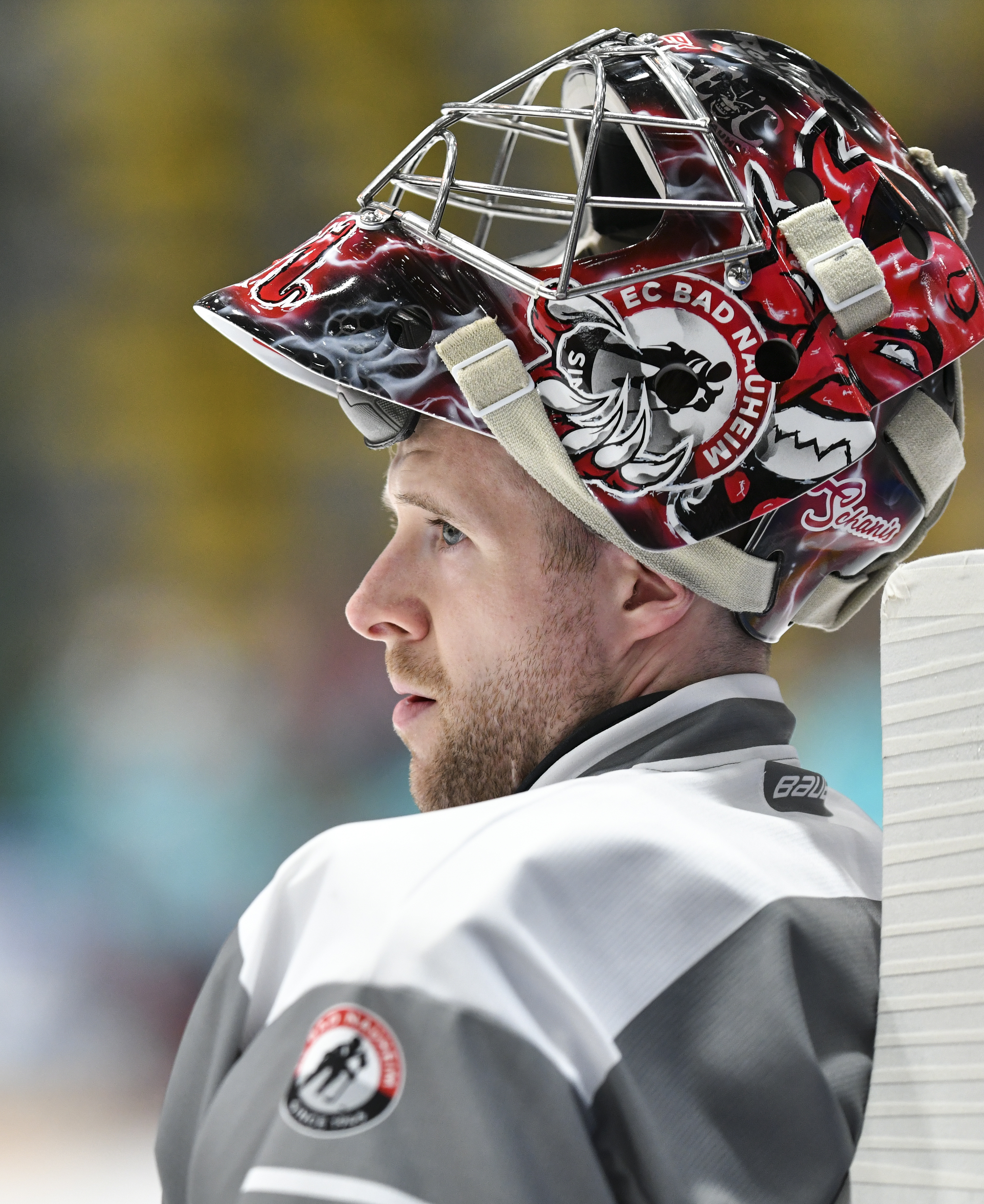
Felix Bick (Krefeld Pinguine) wies die beste Fangquote auf

(berücksichtigt sind ausschließlich Torhüter, die mindestens 40 % der Gesamtspielzeit ihrer Mannschaft absolvierten)

Quelle: DEL2; Abkürzungen: Sp = Spiele, Min = Eiszeit (in Minuten), S = Siege, N = Niederlagen, GT = Gegentore, GTS = Gegentorschnitt, SaT = Schüsse aufs Tor, SVS= gehaltene Schüsse, Sv% = gehaltene Schüsse (in %), SO = Shutouts; Fett: Bestwert
| Spieler            | Mannschaft              | Sp | Min     | S  | N  | GT  | GTS  | SaT  | SVS  | Sv%   | SO |
| ------------------ | ----------------------- | -- | ------- | -- | -- | --- | ---- | ---- | ---- | ----- | -- |
| Jonas Langmann     | EV Landshut             | 37 | 2139:05 | 20 | 15 | 83  | 2,33 | 1002 | 919  | 91,72 | 3  |
| Brandon Maxwell    | Kassel Huskies          | 31 | 1821:51 | 20 | 10 | 71  | 2,34 | 782  | 711  | 90,92 | 1  |
| Oleg Schilin       | Eispiraten Crimmitschau | 30 | 1737:34 | 16 | 13 | 68  | 2,35 | 931  | 863  | 92,7  | 2  |
| Felix Bick         | Krefeld Pinguine        | 43 | 2555:13 | 22 | 21 | 102 | 2,4  | 1449 | 1347 | 92,96 | 3  |
| Ilya Sharipov      | Ravensburg Towerstars   | 42 | 2456:56 | 19 | 22 | 100 | 2,44 | 1146 | 1046 | 91,27 | 4  |
| Tom McCollum       | Eisbären Regensburg     | 41 | 2423:43 | 25 | 15 | 103 | 2,55 | 1339 | 1236 | 92,31 | 3  |
| Nikita Quapp       | Lausitzer Füchse        | 26 | 1526:43 | 11 | 14 | 67  | 2,63 | 836  | 769  | 91,99 | 0  |
| Daniel Fießinger   | ESV Kaufbeuren          | 46 | 2728:56 | 21 | 23 | 126 | 2,77 | 1485 | 1359 | 91,52 | 2  |
| Janick Schwendener | Dresdner Eislöwen       | 32 | 1794:47 | 15 | 15 | 84  | 2,81 | 793  | 709  | 89,41 | 0  |
| Michael Bitzer     | Selber Wölfe            | 37 | 2141:42 | 13 | 20 | 105 | 2,94 | 1322 | 1217 | 92,06 | 2  |

## Playoffs

### Modus
In den Pre-Playoffs spielten die Mannschaften auf den Plätzen 7 bis 10 der Hauptrunde in zwei Best-of-Three-Serien vom 6. bis 8. März 2024 zwei Teilnehmer an den Play-offs aus. Die ersten sechs Platzierten der Hauptrunde und die beiden Gewinner der Pre-Playoffs spielten vom 13. März bis 23. April 2024 in drei Runden im Modus Best-of-Seven den Sieger aus. Dieser ist aufstiegsberechtigt in die DEL, sofern die notwendigen Voraussetzungen vorliegen.
Endeten Spiele nach der regulären Spielzeit unentschieden, erfolgte eine Verlängerung von 20 Minuten, jedoch nur so lange, bis ein Tor erzielt wurde. Die das Tor erzielende Mannschaft wurde mit dem entsprechenden Ergebnis Sieger. Die 20-minütigen Verlängerungen wurden, jeweils mit neuer Eisbereitung und 15-minütiger Pause, solange wiederholt, bis das entscheidende Tor gefallen war.

### Playoff-Baum
In jeder Runde trat der verbleibende Beste der Hauptrunde gegen den verbleibenden Schlechtplatziertesten der Hauptrunde und der verbleibende Zweitbeste gegen den verbleibenden Zweitschlechtesten der Hauptrunde (usw.) an.
| Qualifikation                                                 | Qualifikation                                                 | Qualifikation                                                 |                                                               | Viertelfinale                                                 | Viertelfinale                                                 | Viertelfinale                                                 |                                                               | Halbfinale                                                    | Halbfinale                                                    | Halbfinale                                                    |   |                | Finale              | Finale | Finale |
|                                                               |                                                               |                                                               |                                                               |                                                               |                                                               |                                                               |                                                               |                                                               |                                                               |                                                               |   |                |                     |        |        |
|                                                               |                                                               |                                                               |                                                               | 1                                                             | Kassel Huskies                                                | 4                                                             |                                                               |                                                               |                                                               |                                                               |   |                |                     |        |        |
| 8                                                             | Lausitzer Füchse                                              | 3                                                             |                                                               |                                                               |                                                               |                                                               |                                                               |                                                               |                                                               |                                                               |   |                |                     |        |        |
| 7                                                             | Ravensburg Towerstars                                         | 2                                                             |                                                               |                                                               |                                                               | 1                                                             | Kassel Huskies                                                | 4                                                             |                                                               |                                                               |   |                |                     |        |        |
| 10                                                            | EHC Freiburg                                                  | 0                                                             | 5                                                             | ESV Kaufbeuren                                                | 1                                                             |                                                               |                                                               |                                                               |                                                               |                                                               |   |                |                     |        |        |
|                                                               |                                                               |                                                               | 4                                                             | EV Landshut                                                   | 3                                                             |                                                               |                                                               |                                                               |                                                               |                                                               |   |                |                     |        |        |
| 5                                                             | ESV Kaufbeuren                                                | 4                                                             |                                                               |                                                               |                                                               |                                                               |                                                               |                                                               |                                                               |                                                               |   |                |                     |        |        |
| (Die Teams werden nach den ersten beiden Runden neu gesetzt.) | (Die Teams werden nach den ersten beiden Runden neu gesetzt.) | (Die Teams werden nach den ersten beiden Runden neu gesetzt.) | (Die Teams werden nach den ersten beiden Runden neu gesetzt.) | (Die Teams werden nach den ersten beiden Runden neu gesetzt.) | (Die Teams werden nach den ersten beiden Runden neu gesetzt.) | (Die Teams werden nach den ersten beiden Runden neu gesetzt.) | (Die Teams werden nach den ersten beiden Runden neu gesetzt.) | (Die Teams werden nach den ersten beiden Runden neu gesetzt.) | (Die Teams werden nach den ersten beiden Runden neu gesetzt.) | (Die Teams werden nach den ersten beiden Runden neu gesetzt.) | 1 | Kassel Huskies | 2                   |        |        |
| (Die Teams werden nach den ersten beiden Runden neu gesetzt.) | (Die Teams werden nach den ersten beiden Runden neu gesetzt.) | (Die Teams werden nach den ersten beiden Runden neu gesetzt.) | (Die Teams werden nach den ersten beiden Runden neu gesetzt.) | (Die Teams werden nach den ersten beiden Runden neu gesetzt.) | (Die Teams werden nach den ersten beiden Runden neu gesetzt.) | (Die Teams werden nach den ersten beiden Runden neu gesetzt.) | (Die Teams werden nach den ersten beiden Runden neu gesetzt.) | (Die Teams werden nach den ersten beiden Runden neu gesetzt.) | (Die Teams werden nach den ersten beiden Runden neu gesetzt.) | (Die Teams werden nach den ersten beiden Runden neu gesetzt.) |   | 2              | Eisbären Regensburg | 4      |        |
|                                                               |                                                               |                                                               |                                                               | 2                                                             | Eisbären Regensburg                                           | 4                                                             |                                                               |                                                               |                                                               |                                                               |   |                |                     |        |        |
| 7                                                             | Ravensburg Towerstars                                         | 3                                                             |                                                               |                                                               |                                                               |                                                               |                                                               |                                                               |                                                               |                                                               |   |                |                     |        |        |
| 8                                                             | Lausitzer Füchse                                              | 2                                                             |                                                               |                                                               |                                                               | 2                                                             | Eisbären Regensburg                                           | 4                                                             |                                                               |                                                               |   |                |                     |        |        |
| 9                                                             | EC Bad Nauheim                                                | 0                                                             | 3                                                             | Eispiraten Crimmitschau                                       | 2                                                             |                                                               |                                                               |                                                               |                                                               |                                                               |   |                |                     |        |        |
|                                                               |                                                               |                                                               | 3                                                             | Eispiraten Crimmitschau                                       | 4                                                             |                                                               |                                                               |                                                               |                                                               |                                                               |   |                |                     |        |        |
| 6                                                             | Krefeld Pinguine                                              | 3                                                             |                                                               |                                                               |                                                               |                                                               |                                                               |                                                               |                                                               |                                                               |   |                |                     |        |        |

### Pre-Playoffs
Die Spiele fanden am 6. und 8. März 2024 statt. Der gegebenenfalls nötige dritte Spieltermin war für den 10. März vorgesehen.
|                                      | Serie | 1         | 2         | 3 | [HR]  |
| ------------------------------------ | ----- | --------- | --------- | - | ----- |
| Lausitzer Füchse – EC Bad Nauheim    | 2:0   | 2:1 n. V. | 3:2 n. V. | – | [2:2] |
| Ravensburg Towerstars – EHC Freiburg | 2:0   | 6:1       | 4:1       | – | [3:1] |

### Viertelfinale
Die Playoff-Viertelfinalspiele wurden im Best-of-Seven-Modus ausgetragen. Die Spiele fanden am 13., 15., 17., 19., 22., 24. und 26. März 2024 statt. Das erste Mal in der Geschichte der DEL2 gingen alle Viertelfinalspiele über die volle Distanz.
|                                             | Serie | 1         | 2   | 3   | 4   | 5   | 6         | 7         | [HR]  |
| ------------------------------------------- | ----- | --------- | --- | --- | --- | --- | --------- | --------- | ----- |
| Kassel Huskies – Lausitzer Füchse           | 4:3   | 5:1       | 3:4 | 4:2 | 5:1 | 3:6 | 2:4       | 4:1       | [4:0] |
| Eisbären Regensburg – Ravensburg Towerstars | 4:3   | 2:3 n. V. | 5:1 | 2:4 | 0:4 | 4:1 | 2:1 n. V. | 4:3       | [3:1] |
| Eispiraten Crimmitschau – Krefeld Pinguine  | 4:3   | 3:0       | 5:3 | 4:2 | 1:3 | 0:2 | 3:4       | 6:5 n. V. | [0:4] |
| EV Landshut – ESV Kaufbeuren                | 3:4   | 4:1       | 2:5 | 4:6 | 2:1 | 3:0 | 2:5       | 3:4 n. V. | [4:0] |

### Halbfinale
Die Playoff-Halbfinalspiele wurden im Best-of-Seven-Modus ausgetragen. Die Spiele fanden am 28. und 30. März sowie am 1., 3., 5. und 7. April 2024 statt.
|                                               | Serie | 1   | 2         | 3         | 4   | 5   | 6   | 7 | [HR]  |
| --------------------------------------------- | ----- | --- | --------- | --------- | --- | --- | --- | - | ----- |
| Kassel Huskies – ESV Kaufbeuren               | 4:1   | 5:1 | 5:4 n. V. | 2:3 n. V. | 4:1 | 2:1 | –   | – | [3:1] |
| Eisbären Regensburg – Eispiraten Crimmitschau | 4:2   | 5:3 | 1:6       | 8:4       | 5:2 | 2:3 | 6:2 | – | [2:2] |

### Finale
Die Playoff-Finalspiele wurden im Best-of-Seven-Modus ausgetragen. Die Spiele fanden am 12., 14., 16., 19., 21. und 23. April 2024 statt.
|                                      | Serie | 1         | 2   | 3   | 4   | 5   | 6   | 7 | [HR]  |
| ------------------------------------ | ----- | --------- | --- | --- | --- | --- | --- | - | ----- |
| Kassel Huskies – Eisbären Regensburg | 2:4   | 2:1 n. V. | 1:5 | 3:1 | 2:4 | 2:5 | 2:4 | – | [3:1] |

## Playdowns
In den Playdowns spielten die vier letztplatzierten Mannschaften der Hauptrunde in insgesamt zwei Serien im Modus Games-to-Win den Absteiger in die Oberliga aus. In der zweiten Play-Down Runde unterlagen die Bietigheim Steelers den Selber Wölfen und waren somit sportlicher Absteiger in die Oberliga.
|  | Erste Runde | Erste Runde         | Erste Runde |  |  | Zweite Runde | Zweite Runde        | Zweite Runde |
|  |             |                     |             |  |  |              |                     |              |
|  |             |                     |             |  |  |              |                     |              |
|  | 12          | Selber Wölfe        | 2           |  |  |              |                     |              |
|  | 13          | Dresdner Eislöwen   | 4           |  |  |              |                     |              |
|  |             |                     |             |  |  | 12           | Selber Wölfe        | 4            |
|  |             |                     |             |  |  | 14           | Bietigheim Steelers | 1            |
|  | 11          | Starbulls Rosenheim | 4           |  |  |              |                     |              |
|  | 14          | Bietigheim Steelers | 1           |  |  |              |                     |              |
|  |             |                     |             |  |  |              |                     |              |

### Erste Runde
Die Spiele fanden am 13., 15., 17., 19. und 22. März statt. In der ersten Runde wurde den Starbulls Rosenheim als elftplatziertem Team ein Vorsprung von zwei Siegen und den Selber Wölfen als zwölftplatziertem Team ein Vorsprung von einem Sieg zugesprochen.
|                                           | Serie | 1   | 2   | 3   | 4         | 5   | 6 | [HR]  |
| ----------------------------------------- | ----- | --- | --- | --- | --------- | --- | - | ----- |
| Starbulls Rosenheim – Bietigheim Steelers | 4:1   | 4:2 | 0:4 | 4:3 | –         | –   | × | [3:1] |
| Selber Wölfe – Dresdner Eislöwen          | 2:4   | 3:2 | 1:4 | 1:2 | 2:3 n. V. | 0:3 | – | [2:2] |

### Zweite Runde
Die Spiele fanden am 28. und 30. März sowie am 1. und 3. April statt. In dieser Runde wurde den Selber Wölfen als dem besserplatzierten Team ein Vorsprung von einem Sieg zugesprochen.
|                                    | Serie | 1   | 2   | 3         | 4         | 5 | 6 | [HR]  |
| ---------------------------------- | ----- | --- | --- | --------- | --------- | - | - | ----- |
| Selber Wölfe – Bietigheim Steelers | 4:1   | 5:2 | 2:0 | 3:4 n. V. | 3:2 n. V. | – | – | [3:1] |